# Oswaldo Patricio Vintimilla Cabrera
Oswaldo Patricio Vintimilla Cabrera (ur. 2 sierpnia 1966 w Cuenca) – ekwadorski duchowny katolicki, biskup Azogues od 2016.

## Życiorys

### Prezbiterat
Święcenia kapłańskie otrzymał 17 listopada 1990 i został inkardynowany do archidiecezji Cuenca. Był m.in. kapelanem centrum edukacyjnego przy uniwersytecie w Cuenca, wikariuszem biskupim oraz wykładowcą archidiecezjalnego seminarium duchownego.

### Episkopat
25 czerwca 2016 Franciszek mianował go biskupem ordynariuszem diecezji Azogues. Sakry udzielił mu 20 sierpnia 2016 nuncjusz apostolski w Ekwadorze - arcybiskup Giacomo Guido Ottonello.